# Santa Cruz Beach Boardwalk
Santa Cruz Beach Boardwalk est un parc d'attractions et une promenade en planches côtier situé à Santa Cruz, en Californie.
Fondé en 1907 et dirigé par la famille possédant la « Santa Cruz Seaside Company » c'est l'un des plus vieux parcs d'attractions américain toujours en activité et l'un des deux parcs côtiers de la côte Ouest des États-Unis, le deuxième étant Pacific Park.
Le parc compte parmi ses attractions le Giant Dipper et le Looff Carousel, qui contient encore son orgue d'origine et datant de 1894. Ils sont tous deux inscrits au Registre national des lieux historiques et ont été déclarés National Historic Landmark. Par ailleurs, le parc lui-même fait partie des California State Historic Landmark.

## Histoire
La promenade de la côte fut construite par un homme d'affaires de Santa Cruz, Fred Swanton, rêvant de créer un « Coney Island » pour la côte ouest. Le projet commença en 1904 avec pour principale installation, un casino. Vingt-deux mois après son ouverture, le bâtiment est dévasté par les flammes issues d'un incendie de cuisine. La reconstruction commence quelques mois plus tard. Un nouveau casino ouvre en 1907.
En 1911, un des pionniers du domaine des attractions, Charles Looff créé pour le parc le Looff Carousel. Son fils, Arthur, suggère également aux dirigeants du parc de remplacer leur première attraction, le L. A. Thompson Scenic Railway pour y construire à la place de nouvelles montagnes russes en bois modernes. Arthur Looff construira sur les plans de Frank Prior et Fredrick Church ce qui deviendra en 1924 le Giant Dipper.
Le parc est dirigé depuis 1915 par la Santa Cruz Seaside Company.
Le commerce se ralentit durant la période de la Grande Dépression et de la Seconde Guerre mondiale. Cependant, le Casino's Cocoanut ballroom est à son apogée, attirant de nombreux chanteurs de big band comme Benny Goodman, Artie Shaw et Lawrence Welk.
Les années 1950 et 1960 sont plus dures pour le parc qui commence à ressentir la concurrence d'autres parcs et les propositions de lieux de loisirs toujours plus diversifiés. Malgré tout, le parc survit et continue de développer de nouvelles attractions.
Le 25 juin 2006, le parc ouvre de nouvelles montagnes russes en métal nommées WipeOut.
L'année suivante, le parc célèbre ses 100 ans d'existence (100 Years of Fun).
Depuis 2007, le parc est dirigé par Charles Canfield, le fils de Laurence Canfield qui racheta le parc à Charles Looff pendant les années 1950.

## Galerie

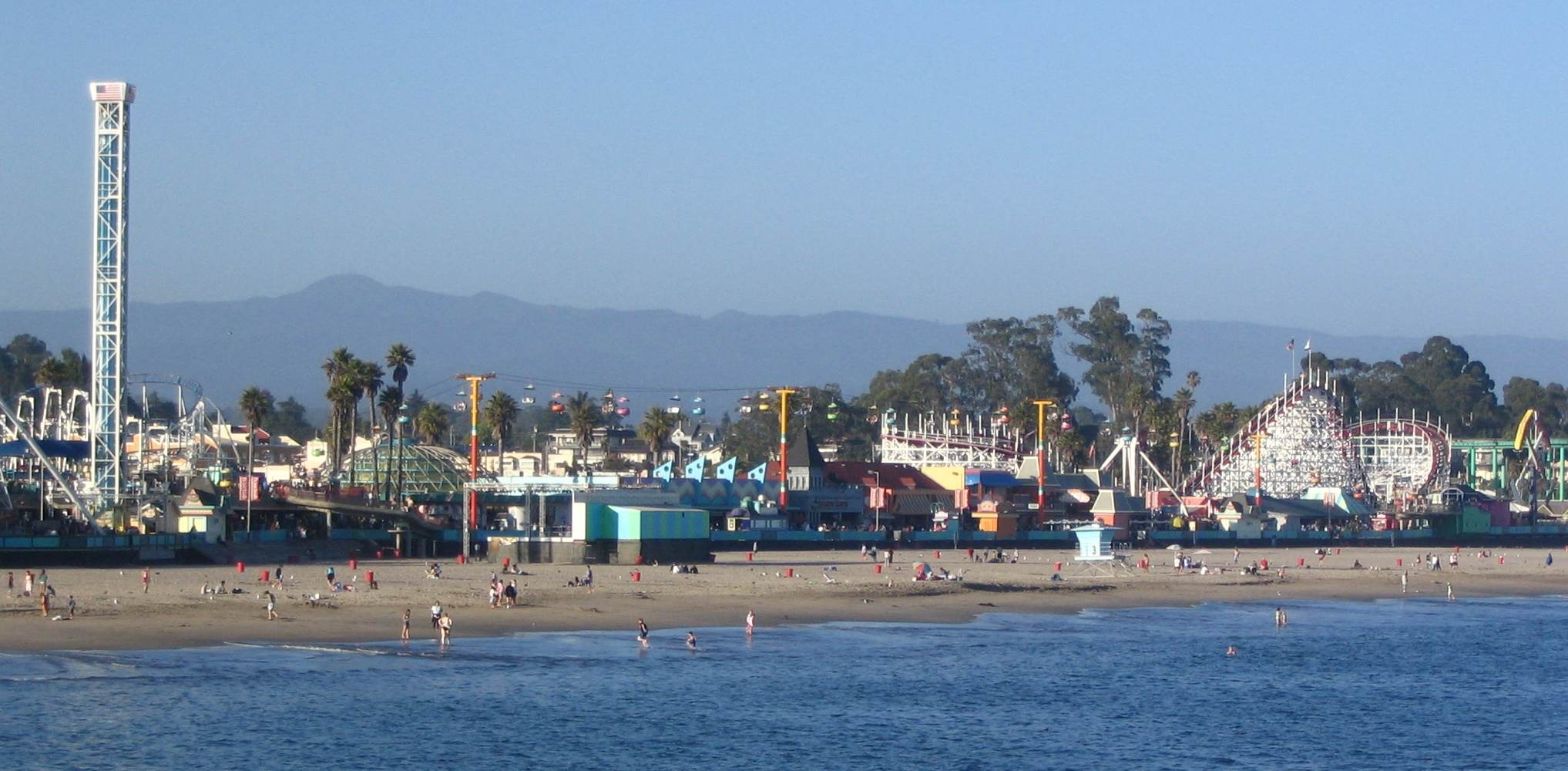
Vue de la baie.
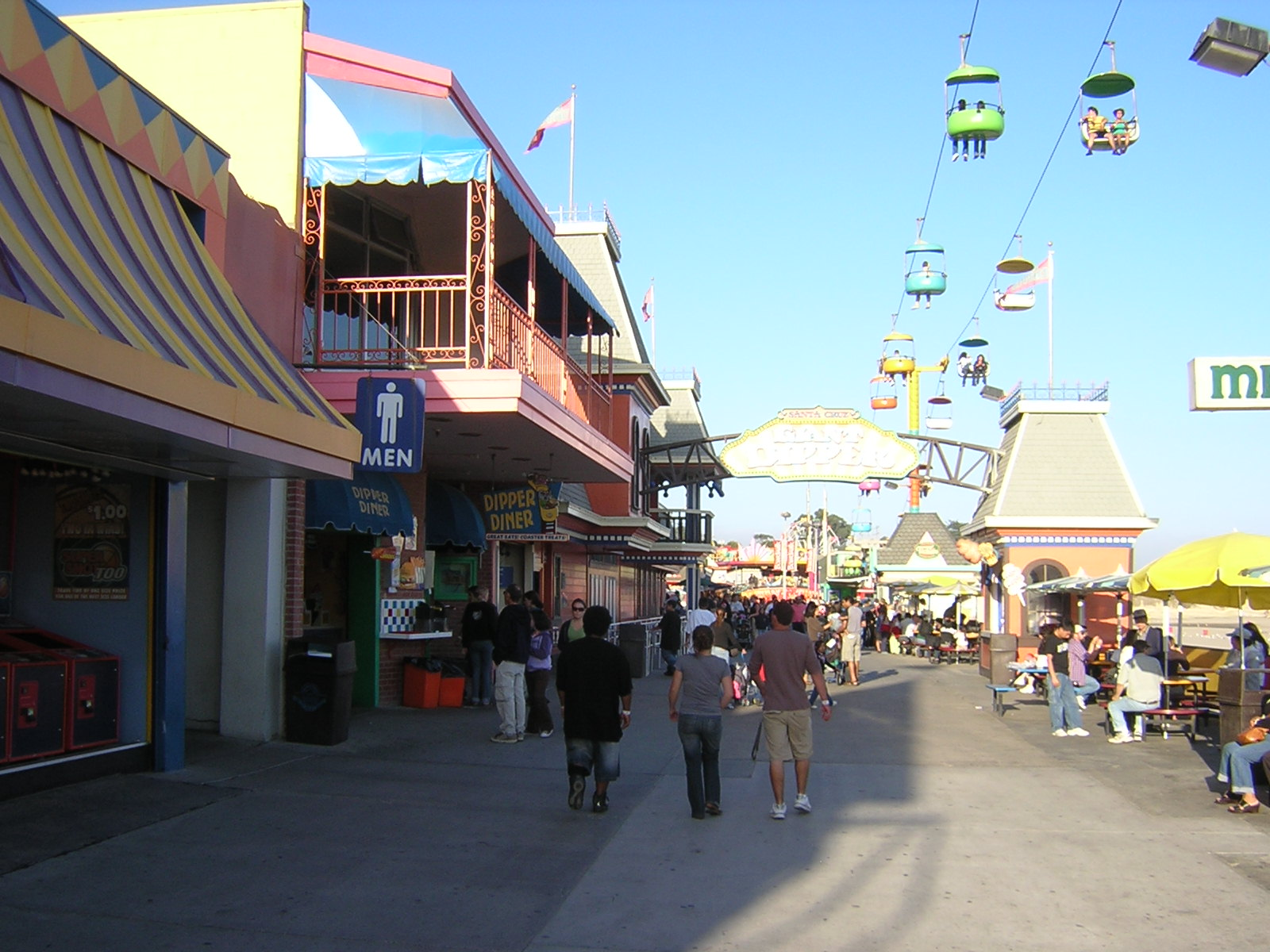
Allée principale le long de la plage, près de l'entrée du Giant Dipper.
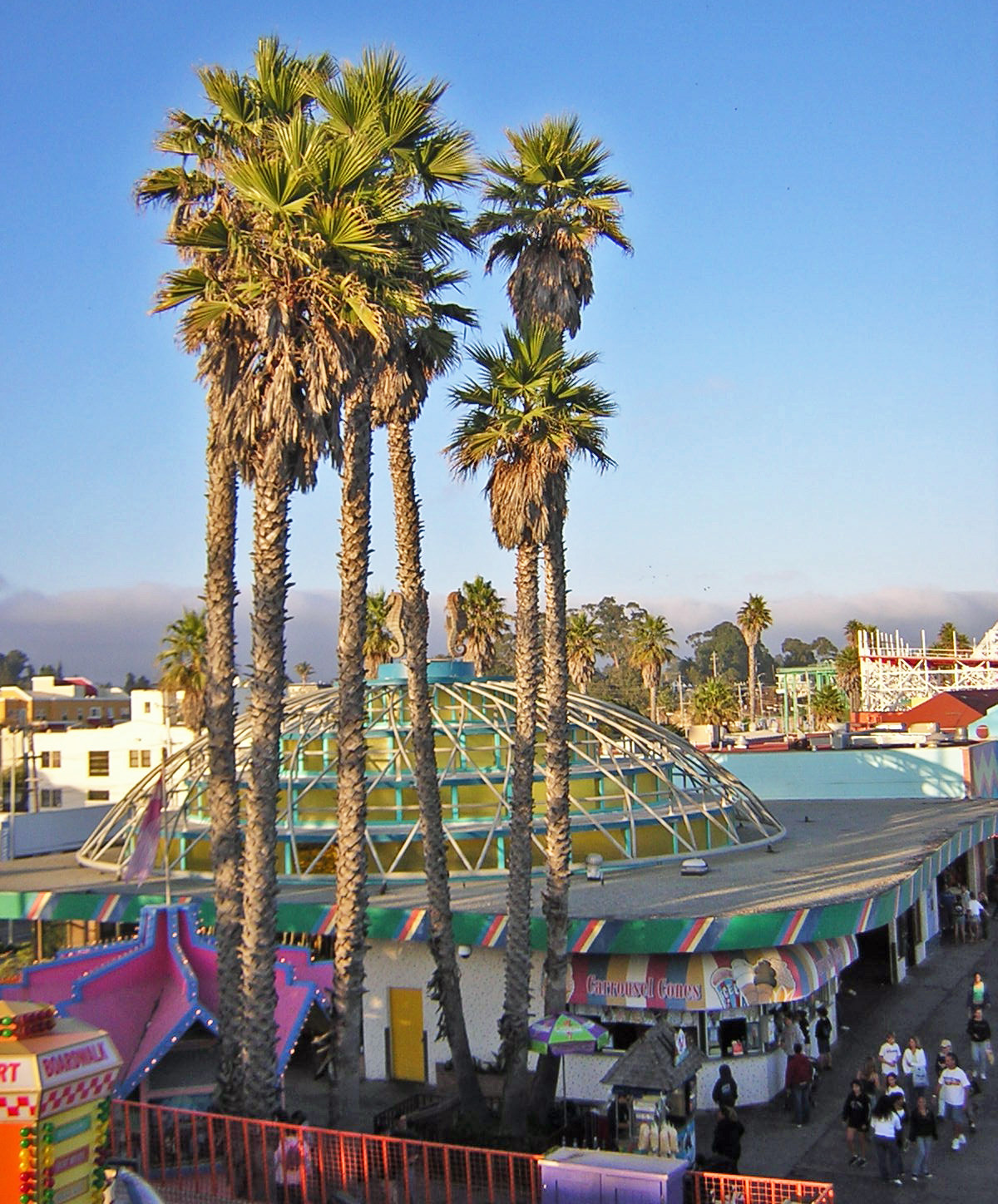
Bâtiment abritant le Looff Carousel.
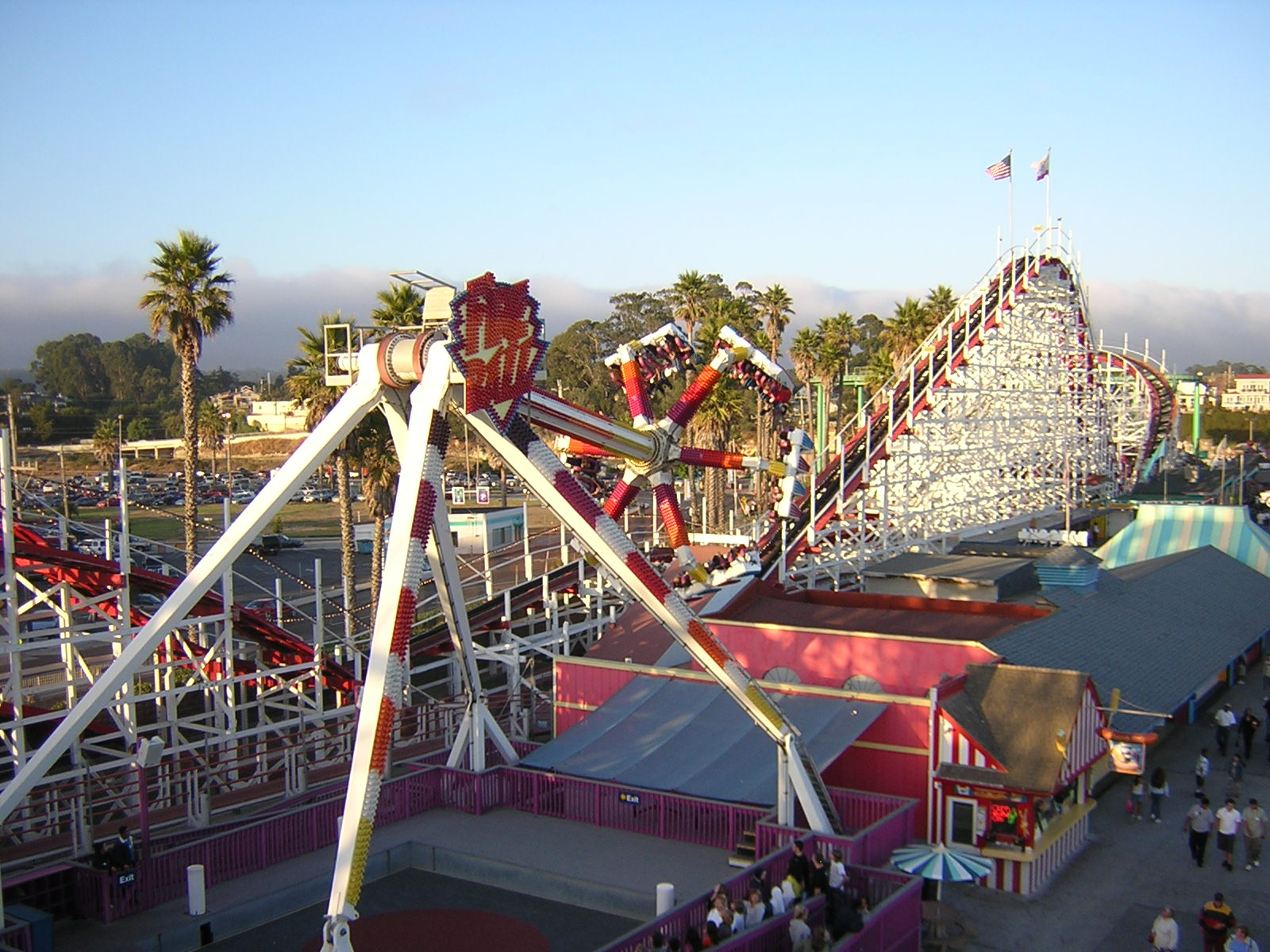
Fireball swing et Giant Dipper en second plan.

## Récompenses
En 2007 le parc a reçu un Golden Ticket Awards en tant que « Meilleur parc d'attractions de bord de mer ».

## Décor de films
Le parc a servi de décor pour les films L'Inspecteur Harry (1971), Le Retour de l'inspecteur Harry (1983), Génération perdue (1987) ou Us (film, 2019). Le Giant Dipper est également à l'image au début du film Y a-t-il un flic pour sauver la reine ?.